# Claudia Beni
Claudia Beni ( 30 de maio de 1986) é uma cantora pop croata.
Participou pela primeira vez na "Dora", a final croata para escolher a canção para o Festival Eurovisão da Canção.
Claudia só tinha 12 anos, mas já tinha sido cantora na banda Teens. Com essa banda cantou por toda a Croácia, Bósnia e Herzegovina, Eslovénia e Montenegro.
Depos de ter vendido quase 30.000 cópias de três albuns (este número não pode ser confirmado, já que não há na Croácia  um sistema exato e para medir as vendas de álbums, a maioria das cifras são proporcionadas pelas empresas discográficas) e receber o prémio  Porin 2002, Claudia separou-se da banda Teens. O seu primeiro álbum a solo com a canção "Claudia" foi lançado antes do verão de 2003. Os singles "Tako hrabar da me ostaviš" ("Bastente valente para deixar-me"), uma das canções do  Festival de Split 2001, "Ili ili ja" ("É Ela ou eu") no Zagrebfest 2001, e "Led" ("Gelo") no HRF 2002, fizeram com que Claudia chegasse o ponto mais elevado das listas de vendas. 
Em 2003, Claudia representou a Croácia no  Festival Eurovisão da Canção 2003, cantando o tema  "Vise nisam tvoja". 
Claudia também trabalhou com outro importante nome da música croata Ivana Banfić, cantando a canção "Vole Hrvatice vas" ("As Mulheres Croatas o Querem"), dedicado à equipa nacional de futebol durante Copa do Mundo FIFA de 2002 que teve um grande êxito.

## Discografia

### Álbuns
1. "Claudia" ,  2002
2. "Cista kao suza" , 2004

| Precedido por Vesna Pisarović com Everything I Want | Croácia no Festival Eurovisão da Canção 2003 | Sucedido por Ivan Mikulić com You Are The Only One |